# Grandeur résiduelle
En thermodynamique, une grandeur résiduelle exprime l'écart entre une grandeur thermodynamique extensive d'un mélange réel (gaz, liquide ou solide) et la même grandeur thermodynamique extensive d'un mélange de gaz parfaits aux mêmes pression, température et composition.

## Définitions
Une grandeur résiduelle {\displaystyle X^{\text{RES}}} exprime l'écart entre une grandeur thermodynamique extensive {\displaystyle X} d'un mélange réel (gaz, liquide ou solide) et la même grandeur thermodynamique extensive {\displaystyle X^{\bullet }} d'un mélange de gaz parfaits aux mêmes pression, température et composition :
| Grandeur résiduelle : {\displaystyle X^{\text{RES}}=X-X^{\bullet }} |

Une grandeur résiduelle est par construction également une grandeur extensive, il est donc possible de définir une grandeur résiduelle molaire {\displaystyle {\bar {X}}^{\text{RES}}} pour le mélange et une grandeur résiduelle molaire partielle {\displaystyle {\bar {X}}_{i}^{\text{RES}}} pour chacun des corps {\displaystyle i} présents dans le mélange. Les relations suivantes sont également vraies :
avec, toutes ces grandeurs étant définies aux mêmes pression, température et composition :
- {\displaystyle n} la quantité de matière totale dans le mélange ;
- {\displaystyle n_{i}} la quantité du corps {\displaystyle i} dans le mélange ;
- {\displaystyle {\bar {X}}} la grandeur molaire du mélange réel ;
- {\displaystyle {\bar {X}}_{i}} la grandeur molaire partielle du corps {\displaystyle i} dans le mélange réel ;
- {\displaystyle {\bar {X}}^{\text{RES}}} la grandeur résiduelle molaire du mélange ;
- {\displaystyle {\bar {X}}_{i}^{\text{RES}}} la grandeur résiduelle molaire partielle du corps {\displaystyle i} ;
- {\displaystyle {\bar {X}}^{\bullet }} la grandeur molaire du mélange de gaz parfaits ;
- {\displaystyle {\bar {X}}_{i}^{\bullet }} la grandeur molaire partielle du corps {\displaystyle i} dans le mélange de gaz parfaits.

## Calcul des grandeurs résiduelles

### À partir des coefficients de fugacité
Pour l'enthalpie libre {\displaystyle G}, l'identité des potentiels chimiques {\displaystyle \mu _{i}} et des enthalpies libres molaires partielles {\displaystyle {\bar {G}}_{i}} permet d'écrire, pour tout corps {\displaystyle i} dans un mélange quelconque :
{\displaystyle {\bar {G}}_{i}={\bar {G}}_{i}^{\bullet }+RT\ln \phi _{i}=\mu _{i}=\mu _{i}^{\bullet }+RT\ln \phi _{i}}
avec, toutes ces grandeurs étant définies aux mêmes pression, température et composition :
- {\displaystyle {\bar {G}}_{i}} l'enthalpie libre molaire partielle du corps {\displaystyle i} dans le mélange réel ;
- {\displaystyle {\bar {G}}_{i}^{\bullet }} l'enthalpie libre molaire partielle du corps {\displaystyle i} dans le mélange de gaz parfaits correspondant au mélange réel ;
- {\displaystyle \mu _{i}} le potentiel chimique du corps {\displaystyle i} dans le mélange réel ;
- {\displaystyle \mu _{i}^{\bullet }} le potentiel chimique du corps {\displaystyle i} dans le mélange de gaz parfaits correspondant au mélange réel ;
- {\displaystyle \phi _{i}} le coefficient de fugacité du corps {\displaystyle i} ;
- {\displaystyle R} la constante universelle des gaz parfaits ;
- {\displaystyle T} la température.

Le terme du coefficient de fugacité est donc l'enthalpie libre résiduelle molaire partielle, ou potentiel chimique résiduel :
À partir de l'enthalpie libre résiduelle, toutes les autres grandeurs résiduelles peuvent être calculées :
- {\displaystyle {\bar {S}}_{i}^{\text{RES}}=-\left({\partial {\bar {G}}_{i}^{\text{RES}} \over \partial T}\right)_{P,z}} l'entropie résiduelle molaire partielle, calculée par l'une des équations d'état ;
- {\displaystyle {\bar {H}}_{i}^{\text{RES}}={\bar {G}}_{i}^{\text{RES}}+T{\bar {S}}_{i}^{\text{RES}}} l'enthalpie résiduelle molaire partielle ;
- {\displaystyle {\bar {V}}_{i}^{\text{RES}}=\left({\partial {\bar {G}}_{i}^{\text{RES}} \over \partial P}\right)_{T,z}} le volume résiduel molaire partiel, calculé par l'une des équations d'état ;
- {\displaystyle {\bar {U}}_{i}^{\text{RES}}={\bar {H}}_{i}^{\text{RES}}-P{\bar {V}}_{i}^{\text{RES}}} l' énergie interne résiduelle molaire partielle ;
- {\displaystyle {\bar {F}}_{i}^{\text{RES}}={\bar {G}}_{i}^{\text{RES}}-P{\bar {V}}_{i}^{\text{RES}}} l'énergie libre résiduelle molaire partielle.

Le théorème d'Euler sur les fonctions homogènes du premier ordre s'applique aux grandeurs résiduelles puisque ce sont des grandeurs extensives, avec {\displaystyle n_{i}} nombre de moles et {\displaystyle x_{i}} fraction molaire de chacun des {\displaystyle N} corps {\displaystyle i} présents dans le mélange :
avec :
- {\displaystyle n=\sum _{i=1}^{N}n_{i}} la quantité de matière totale dans le mélange ;
- {\displaystyle n_{i}} la quantité du corps {\displaystyle i} dans le mélange ;
- {\displaystyle x_{i}=n_{i}/n} la fraction molaire du corps {\displaystyle i} dans le mélange.

On a donc en particulier pour l'enthalpie libre :

### Avec une équation d'état explicite en pression
Avec une équation d'état dans laquelle la pression {\displaystyle P} est exprimée explicitement en fonction du volume {\displaystyle V}, de la température {\displaystyle T} et de la composition (nombre de moles {\displaystyle n_{i}} de chacun des constituants du mélange), {\displaystyle P=P\!\left(V,T,n\right)}, telle que les équations d'état cubiques de van der Waals, Soave-Redlich-Kwong, Peng-Robinson, les grandeurs résiduelles se calculent selon :
- énergie libre résiduelle molaire :

- entropie résiduelle molaire :

- énergie interne résiduelle molaire :

- volume résiduel molaire :

- enthalpie résiduelle molaire :

- enthalpie libre résiduelle molaire :

avec :
- {\displaystyle n=\sum _{i=1}^{N}n_{i}} la quantité de matière totale dans le mélange ;
- {\displaystyle {\bar {V}}} le volume molaire du mélange réel ;
- {\displaystyle {\bar {V}}^{\bullet }={RT \over P}} le volume molaire du mélange de gaz parfaits aux mêmes pression, température et composition que le mélange réel, {\displaystyle {\bar {V}}^{\bullet }\neq {\bar {V}}} ;
- {\displaystyle Z={{\bar {V}} \over {\bar {V}}^{\bullet }}={P{\bar {V}} \over RT}} le facteur de compressibilité du mélange réel.

On vérifie que pour un gaz parfait, le facteur de compressibilité étant constant {\displaystyle Z^{\bullet }={P{\bar {V}}^{\bullet } \over RT}=1}, toutes les grandeurs résiduelles sont nulles.

### Avec une équation d'état explicite en volume
Avec une équation d'état dans laquelle le volume {\displaystyle V} est exprimé explicitement en fonction de la pression {\displaystyle P}, de la température {\displaystyle T} et de la composition (nombre de moles {\displaystyle n_{i}} de chacun des constituants du mélange), {\displaystyle V=V\!\left(P,T,n\right)}, comme l'une des formes de l'équation du viriel, les grandeurs résiduelles molaires se calculent selon :
- enthalpie libre résiduelle molaire :

- entropie résiduelle molaire :

- enthalpie résiduelle molaire :

- volume résiduel molaire :

- énergie interne résiduelle molaire :

- énergie libre résiduelle molaire :

avec :
- {\displaystyle n=\sum _{i=1}^{N}n_{i}} la quantité de matière totale dans le mélange ;
- {\displaystyle {\bar {V}}} le volume molaire du mélange réel ;
- {\displaystyle {\bar {V}}^{\bullet }={RT \over P}} le volume molaire du mélange de gaz parfaits aux mêmes pression, température et composition que le mélange réel, {\displaystyle {\bar {V}}^{\bullet }\neq {\bar {V}}} ;
- {\displaystyle Z={{\bar {V}} \over {\bar {V}}^{\bullet }}={P{\bar {V}} \over RT}} le facteur de compressibilité du mélange réel.

On vérifie que pour un gaz parfait, le facteur de compressibilité étant constant {\displaystyle Z^{\bullet }={P{\bar {V}}^{\bullet } \over RT}=1}, toutes les grandeurs résiduelles sont nulles.

## Calcul des grandeurs extensives réelles
Les grandeurs extensives {\displaystyle X^{\bullet }} du mélange de gaz parfaits peuvent être calculées facilement à l'aide des propriétés des corps purs à l'état de gaz parfait puisque selon le théorème de Gibbs le mélange de gaz parfaits est une solution idéale.
Les grandeurs extensives du mélange réel se calculent donc en appliquant la définition des grandeurs résiduelles :
| Propriétés d'un mélange réel : {\displaystyle X=X^{\bullet }+X^{\text{RES}}} |

Rappelons que ceci est valable pour toutes les phases (gaz, liquide ou solide) pour peu que l'on dispose d'une équation d'état permettant de calculer les grandeurs résiduelles de cette phase, donc les écarts de cette phase au mélange de gaz parfaits correspondant. Dans la pratique, ceci est surtout appliqué au calcul des propriétés des gaz ; pour les phases condensées, liquide ou solide, une autre approche est préférée : la solution idéale choisie est le mélange des corps purs dans la même phase et aux mêmes pression et température que le mélange réel, les propriétés sont calculées à l'aide d'un modèle de coefficients d'activité et de grandeurs d'excès.
Exemple 1
L'équation d'état de van der Waals donne l'énergie interne résiduelle molaire sous la forme :
{\displaystyle {\bar {U}}^{\text{RES}}=-{a \over {\bar {V}}}}
avec {\displaystyle a} un paramètre de l'équation d'état ne dépendant que de la composition et {\displaystyle {\bar {V}}} le volume molaire. On considère la variation de l'énergie interne entre deux états {\displaystyle (P,{\bar {V}},T)} et {\displaystyle (P^{\circ },{\bar {V}}^{\circ },T^{\circ })} de même composition. On note respectivement :
{\displaystyle {\bar {U}}={\bar {U}}^{\bullet }+{\bar {U}}^{\text{RES}}={\bar {U}}^{\bullet }-{a \over {\bar {V}}}}
{\displaystyle {\bar {U}}^{\circ }={\bar {U}}^{\bullet ,\circ }+{\bar {U}}^{{\text{RES}},\circ }={\bar {U}}^{\bullet ,\circ }-{a \over {\bar {V}}^{\circ }}}
La variation d'énergie interne vaut :
{\displaystyle {\bar {U}}-{\bar {U}}^{\circ }={\bar {U}}^{\bullet }-{\bar {U}}^{\bullet ,\circ }-\left[{a \over {\bar {V}}}-{a \over {\bar {V}}^{\circ }}\right]}
L'énergie interne d'un gaz parfait ne dépend que de la température (première loi de Joule) :
{\displaystyle {\bar {U}}^{\bullet }-{\bar {U}}^{\bullet ,\circ }=\int _{T^{\circ }}^{T}{\bar {C}}_{V}^{\bullet }\,\mathrm {d} T}
avec {\displaystyle {\bar {C}}_{V}^{\bullet }} la capacité thermique isochore molaire du gaz parfait. La variation d'énergie interne entre les deux états vaut donc :
{\displaystyle {\bar {U}}-{\bar {U}}^{\circ }=\int _{T^{\circ }}^{T}{\bar {C}}_{V}^{\bullet }\,\mathrm {d} T-\left[{a \over {\bar {V}}}-{a \over {\bar {V}}^{\circ }}\right]}
Exemple 2
L'équation d'état de van der Waals donne l'entropie résiduelle molaire sous la forme :
{\displaystyle {\bar {S}}^{\text{RES}}=R\,\ln \!\left({P\!\left({\bar {V}}-b\right) \over RT}\right)}
avec {\displaystyle b} un paramètre de l'équation d'état ne dépendant que de la composition. On considère la variation de l'entropie entre deux états {\displaystyle (P,{\bar {V}},T)} et {\displaystyle (P^{\circ },{\bar {V}}^{\circ },T^{\circ })} de même composition. On note respectivement :
{\displaystyle {\bar {S}}={\bar {S}}^{\bullet }+{\bar {S}}^{\text{RES}}={\bar {S}}^{\bullet }+R\,\ln \!\left({P\!\left({\bar {V}}-b\right) \over RT}\right)}
{\displaystyle {\bar {S}}^{\circ }={\bar {S}}^{\bullet ,\circ }+{\bar {S}}^{{\text{RES}},\circ }={\bar {S}}^{\bullet ,\circ }+R\,\ln \!\left({P^{\circ }\!\left({\bar {V}}^{\circ }-b\right) \over RT^{\circ }}\right)}
La variation d'entropie vaut :
{\displaystyle {\bar {S}}-{\bar {S}}^{\circ }={\bar {S}}^{\bullet }-{\bar {S}}^{\bullet ,\circ }+R\,\ln \!\left({PT^{\circ } \over P^{\circ }T}\right)+R\,\ln \!\left({{\bar {V}}-b \over {\bar {V}}^{\circ }-b}\right)}
Les entropies {\displaystyle {\bar {S}}^{\bullet }} et {\displaystyle {\bar {S}}^{\bullet ,\circ }} sont calculées aux mêmes pressions et températures que {\displaystyle {\bar {S}}} et {\displaystyle {\bar {S}}^{\circ }} (pour les gaz parfaits, les volumes molaires aux conditions {\displaystyle (P,T)} et {\displaystyle (P^{\circ },T^{\circ })} ne sont pas {\displaystyle {\bar {V}}} et {\displaystyle {\bar {V}}^{\circ }}). La variation d'entropie du gaz parfait est calculée selon :
{\displaystyle {\bar {S}}^{\bullet }-{\bar {S}}^{\bullet ,\circ }=\int _{T^{\circ }}^{T}{{\bar {C}}_{P}^{\bullet } \over T}\,\mathrm {d} T-R\,\ln \left({P \over P^{\circ }}\right)}
avec {\displaystyle {\bar {C}}_{P}^{\bullet }} la capacité thermique isobare molaire du gaz parfait, qui ne dépend que de la température (deuxième loi de Joule). La variation d'entropie entre les deux états vaut donc :
{\displaystyle {\bar {S}}-{\bar {S}}^{\circ }=\int _{T^{\circ }}^{T}{{\bar {C}}_{P}^{\bullet } \over T}\,\mathrm {d} T-R\,\ln \left({T \over T^{\circ }}\right)+R\,\ln \!\left({{\bar {V}}-b \over {\bar {V}}^{\circ }-b}\right)}
La relation de Mayer donne {\displaystyle {\bar {C}}_{P}^{\bullet }={\bar {C}}_{V}^{\bullet }+R}. On obtient également :
{\displaystyle {\bar {S}}-{\bar {S}}^{\circ }=\int _{T^{\circ }}^{T}{{\bar {C}}_{V}^{\bullet } \over T}\,\mathrm {d} T+R\,\ln \!\left({{\bar {V}}-b \over {\bar {V}}^{\circ }-b}\right)}